# Sport au Monténégro
Le sport au Monténégro traite des activités physiques et sportives au Monténégro. Après l'indépendance, les fédérations sportives nationales monténégrines ont été fondées. 
Les principaux sports au Monténégro sont les sports collectifs tel que le Water-polo, le football, le basket-ball, le volley-ball et le handball.

## Disciplines

### Water-polo
Le Monténégro est l'un des rares pays ou le water-polo est le sport le plus populaire.
L'équipe nationale masculine est considéré comme une des meilleures de la discipline. Elle remporte le championnat d'Europe de 2008 et la Ligue mondiale de 2009. 
Côté club, le Vaterpolo klub Primorac gagne l'Euroligue en 2009 et le Vaterpolo Akademija Cattaro le trophée LEN en 2010.

### Football
L'équipe nationale de football joue à domicile au Podgorica City Stadium. Il s'agit de l'unique stade monténégrin répondant aux normes de la FIFA pour la tenue de matchs internationaux. Elsad Zverotić est le premier buteur de la sélection.
Les clubs les plus réputés du Monténégro sont les suivants:
- FK Arsenal Tivat
- OFK Bar
- FK Berane
- FK Bokelj
- FK Bratstvo Cijevna
- FK Brskovo
- FK Budućnost
- FK Čelik
- FK Crvena Stijena
- FK Dečić
- FK Gorštak
- FK Grafičar
- FK Gusinje
- FK Ibar
- FK Jedinstvo
- FK Jezero
- FK Kom
- FK Lovćen
- FK Mladost
- FK Mogren
- FK Mornar
- FK Otrant
- FK Orjen
- FK Partizan
- OFK Petrovac
- FK Ribnica
- FK Rudar Pljevlja
- FK Rumija
- FK Sloga Bar
- FK Sutjeska
- FK Zabjelo
- FK Zeta
- FK Zora

### Basket-ball
Un autre sport de prédilection des Monténégrins est le basket-ball. Durant les années 1990 et jusque dans les années 2000, le KK Budućnost Podgorica remporta de nombreuses victoires aux niveaux yougoslave et européen.

### Handball
Le handball, en particulier le handball féminin est aussi devenu extrêmement populaire. 
L'équipe qui représente le Monténégro sur la scène européenne est le ŽRK Budućnost Podgorica, champion d'Europe en 2012 et 2015. 
La sélection nationale féminine a remporté la toute première médaille du pays aux Jeux olympiques : une médaille d'argent en 2012 à Londres, et le premier tire européen dans un sport collectif de l'histoire du pays, lors du championnat d'Europe en 2012 à Belgrade, son ancienne capitale. 
La sélection masculine est quant à elle qualifiée pour la première fois de son histoire au Championnat du monde 2013.

### Rugby

#### Rugby à XIII
Le rugby à XIII se développe également dans le pays, avec la participation en 2019 d'une équipe monténégrine à la Balkan Super League : il s'agit de l'équipe « Région Sud » (Južna regija). En 2021, le pays devient membre observateur de la fédération européenne de rugby à XIII. Au début des années 2020, une équipe nationale est mise en place, qui dispute ses premiers tests-matchs.

## Jeux des petits états d’Europe
En 2009, le Monténégro rejoint les Jeux des petits États d'Europe et participe pour la première fois aux Jeux des petits États d'Europe au Liechtenstein en 2011. Le Monténégro organise les XVIIIe Jeux en 2019.